# Karl Flesch (Dichter)
Karl Flesch (latinisiert: Carolus Flesch, Flescarolus) (* 1. November 1874 in Deggenhausen; † 8. Oktober 1945 auf der Insel Reichenau) war ein deutscher Arzt, Übersetzer und Autor neulateinischer Gedichte.
Flesch führte seit 1900 eine Praxis als Inselarzt auf der Bodenseeinsel Reichenau. 1925 wurde er zum Ehrenbürger ernannt. Er ist Namensgeber der Dr. Karl-Flesch-Straße auf der Insel Reichenau. 
Sein Werk über den Reichenauer Mönch Hermannus Contractus war Grundlage für ein Schauspiel, das mehrfach aufgeführt wurde. In diesem Werk ist das Priminslied (Pirminuslied) aufgeführt, das heute noch Bestandteil des jährlichen Pirminfestes der Insel ist.

## Werke
- Die Ausrottung der Tuberculose. Tusel, Reichenau 1916
- Hermannus Contractus, der Mönch von Reichenau. Ein Lebensbild in vier dramatischen Aufzügen. Kommissionsverlag Münsterbuchhandlung, Konstanz 1924
- In Walahfridi decessum / Klage um Walafried. Radolfzell 1932
- Phileirēnos, sive Pax aequalis. Colloquium Erasmicum propter paucitatem anno 1526 ineditum, nunc ad lucem protractum a quodam Latinante. Überlingen 1936
- Ferocia latina. Freiburg im Breisgau 1942